# Xã Sheridan, Quận Sheridan, Kansas
Xã Sheridan (tiếng Anh: Sheridan Township) là một xã thuộc quận Sheridan, tiểu bang Kansas, Hoa Kỳ. Năm 2010, dân số của xã này là 297 người.